# Landport
Landport és un districte prop de Portsea Island i és part de la ciutat de Portsmouth, Anglaterra.
Aquest districte conté la principal zona comercial de Portsmouth. Abans de la Segona Guerra Mundial el districte també era una zona residencial, principalment dels treballadors de la naviliera HMNB Portsmouth i les seves famílies. Aquest districte va ser molt danyat pels bombardeigs durant la guerra.
Landport és el lloc de naixement de l'escriptor Charles Dickens. La seva llar a Old Commercial Road és actualment el museu Charles Dickens Birthplace Museum.